# Bryon Wilson
Bryon Wilson (Butte, 7 aprile 1988) è un ex sciatore freestyle statunitense, specializzato nella disciplina delle gobbe.

## Biografia
In Coppa del Mondo ha esordito il 24 febbraio 2007 a Apex (27º), ha ottenuto il primo podio il 11 dicembre 2009 a Suomu (2º) e la prima vittoria il 22 dicembre 2012 a Kreischberg.
In carriera ha partecipato a un'edizione dei Giochi olimpici invernali, Vancouver 2010 (3º nelle gobbe), e due dei Campionati mondiali (10º nelle gobbe a Voss-Myrkdalen 2013 il miglior risultato).

## Palmarès

### Olimpiadi
- 1 medaglia:
  - 1 bronzo (gobbe a Vancouver 2010)

### Mondiali juniores
- 1 medaglia:
  - 1 oro (gobbe a Airolo 2007)

### Coppa del Mondo
- Miglior piazzamento nella Coppa del Mondo generale di gobbe: 5º nel 2010
- 4 podi:
  - 1 vittoria
  - 2 secondi posti
  - 1 terzo posto

#### Coppa del Mondo - vittorie
| Data             | Luogo       | Paese   | Disciplina |
| ---------------- | ----------- | ------- | ---------- |
| 22 dicembre 2012 | Kreischberg | Austria | DM         |

Legenda:

DM = Gobbe in parallelo